# Кале (Жалець)
Кале (словен. Kale) — поселення в общині Жалець, Савинський регіон, Словенія. 
Висота над рівнем моря: 448,4 м.